# Prinsessan Hedvig Sofia (1692)
Prinsessan Hedvig Sofia var ett svenskt linjeskepp, som byggdes 1692 under ledning av skeppsbyggmästaren Frans Johan Sheldon på örlogsvarvet i den nya örlogsstaden Karlskrona. Vid sjösättningen 1692 bar hon namnet Drottning Ulrika Eleonora och var bestyckad med 80 kanoner.
Hon döptes om 1694 till Wenden och samma år till det namn under vilket hon hade sin längsta aktiva tid.
Skeppet deltog i expeditionen mot Danmark 1700 samt i sjöslaget vid Köge bukt 1710. Efter förlusten vid slaget vid Femerbält 1715 gick fartyget förlorat efter att befälhavaren satt hela eskadern på grund i ett hopplöst läge. Resterna av vraket återfanns år 2008 av tyska dykare och har blivit föremål för organiserade arkeologiska utgrävningar i dansk-tysk regi.

## Förlusten
På våren år 1715 var Prinsessan Hedvig Sofia flaggskepp i en eskader om fyra linjefartyg och 2 fregatter som mötte en betydligt större dansk eskader i strid vid Femer bält, en strid som svenskarna förlorade. Den svenska befälhavaren, schoutbynacht greve Carl Hans Wachtmeister skrev senare i en rapport till kungen “...beslutade jag, utan hopp att lyckas frälsa skeppen, att sätta dem på grund för att därmed förhindra att de komma fienden till nytta. Detta verkställde jag den 25e, nedanför Kiel vid Bülck huvud, dessutom givande mitt skepp två grundskott genom botten, samt på allt sätt göra det oanvändbart för vidare tjänst.”
Prinsessan Hedvig Sofia var den enda av fartygen som förstördes så grundligt att danskarna inte lyckades rädda den. De övriga fem fartygen bärgades alla och införlivades med den danska flottan. Vraket efter Prinsessan Hedvig Sofia glömdes därefter bort i närmare 300 år.

## Upptäckt och undersökning
Från 1970-talet har tyska dykare gjort fynd av bland annat gjutjärnskanoner i området i närheten av vrakplatsen. En dykare har känt till resterna av ett fartyg sedan 1980-talet men inte förstått fyndets vikt. Han publicerade dock fyndplatsen år 2008, varefter tyska myndigheter dels fredade vrakplatsen och dels genomförde den första arkeologiska undersökningen, inklusive dendrokronologisk datering, vilket ledde till att vraket bedömdes vara resterna efter Prinsessan Hedvig Sofia. Esbjerg Campus of the University of Southern Denmark genomförde dykningar på vraket åren 2010 och 2011, i samarbete med tyska museer.
Vraket ligger på drygt fem meters djup på sand- eller grusbotten. Hela fyndområdet inklusive kanoner och ammunition täcker dock ett mycket stort område, omkring 6,4 kvadratkilometer, på vattendjup mellan 5 och 15 meter. Resterna av fartyget består huvudsakligen av delar av kölen och andra delar av skeppets undervattensdel, men en rad andra artefakter har under dykningarna på 2010-talet tagits upp.
Det finns olika uppgifter om hur danskarna hanterade skeppet efter att man givit upp försöket att bärga henne. En andrahandskälla uppger att övervattensdelarna brändes upp. En annan uppger att den danske kungen beslutat att de delar av skrovets virke som kunde bärgas skulle säljas och förtjänsten delas upp mellan de danska deltagarna i slaget; en förklaring som stöds av den danska dykargruppen, bland annat med hänvisning till att inga arkeologiska bevis för eld ombord hittills har återfunnits, och att sökningar i danska arkiv inte givit något stöd för att vraket bränts. 
I rapporten från dykningarna 2011, noterar arkeologerna efter detaljerade studier av dels kölkonstruktionen och dels den sannolika lokaliseringen av byssan, att trots att fartyget byggts av engelsmannen Sheldon (som kunde förväntas följa det engelska skeppsbyggnadsmetoderna) så finns det tydliga tecken på att Prinsessan Hedvig Sofia har drag av byggnadstraditionen från Nederländerna, som svenska örlogsfartyg tidigare byggts efter (till exempel regalskeppet Vasa tidigare under 1600-talet).